# Aage Brusgaard
Aage Brusgaard (født 5. februar 1947) er en politiker fra Fremskridtspartiet, som var folketingsmedlem for Viborg Amtskreds fra 10. maj 1988 – 10. marts 1998. Han var Fremskridtspartiet sidste folkevalgte politiker, idet han repræsenterede Fremskridtspartiet indtil kommunalvalget i 2009 som kommunalbestyrelsesmedlem på Mors.
Aage Brusgaard blev født i Lødderup på Mors, og er søn af gårdejer Henry Brusgaard og husmoder Signe B. Efter folkeskolen blev han landbrugsmedhjælper, og i 1966 blev han uddannet automekaniker. Siden 1985 har han været gårdejer.
Fra 1978 til 1989 var han medlem af Morsø Kommunalbestyrelse, og fra 1981 til 1988 tillige af Viborg Amtsråd. Siden 1996 har han desuden været medlem af Naturklagenævnet.
Han var medlem af Fremskridtspartiets hovedbestyrelse 1986-1989, formand for Folketingets Miljø- og Planlægningsudvalg 1990-1994 og formand for Fremskridtspartiets folketingsgruppe 1989-1994. Siden 1987 har han stillet op til Folketinget for Fremskridtspartiet i Viborgkredsen.
Efter sin landspolitiske karrieres afslutning gik han atter over i lokalpolitik. Han var således viceborgmester fra 2001 til 2005, men måtte ved kommunalvalget i 2005 se partiets stemmeandel reduceret væsentligt. Partiet gik tilbage fra tre til et mandat, hvilket tilfaldt Brusgaard.